# Crazyracing Kartrider
Crazyracing Kartrider (크레이지레이싱 카트라이더) est un jeu vidéo de course en ligne développé et publié par Nexon en 2004. Le jeu s’inspire de Mario Kart et est particulièrement populaire en Corée du Sud où son succès dépasse même celui de StarCraft, 25 % de la population du pays ayant déjà essayé le jeu,. Au total, il comptait plus de 200 millions de joueurs dans le monde en 2011. Le modèle économique du jeu est basé sur un système de microtransaction, innovant à l’époque de sa sortie, qui explique en grande partie son succès.
Depuis 2011, le jeu est également disponible sur iPhone et iPod Touch sous le nom de Kartrider Rush, puis obtient un remake encore actif nommé Kartrider Rush+ en 2020
Le 31 mars 2023, Crazyracing Kartrider n'est plus disponible, et les anciens joueurs peuvent jouer à Kartrider Rush+ ou Kartrider Drift à la place